# Stephen McGinn
Stephen McGinn (* 2. Dezember 1988 in Glasgow) ist ein schottischer Fußballspieler, der zuletzt beim FC Falkirk unter Vertrag stand.

## Karriere

### Verein
Stephen McGinn begann als Siebenjähriger in der Jugend des FC St. Mirren mit dem Fußballspielen. Im Juli 2016 unterschrieb er seinen ersten Profivertrag bei den Saints. Sein Debüt für die erste Mannschaft gab er am 1. Januar 2007 in der Scottish Premier League gegen Inverness Caledonian Thistle, als er für David McKenna eingewechselt wurde. Drei Wochen später, in seinem zweiten Spiel stand er bei einer 1:5-Niederlage bei Celtic Glasgow erstmals in der Startelf. Dabei erzielte er das zwischenzeitliche Ausgleichstor zum 1:1. Für den Verein spielte er vier Jahre in der höchsten schottischen Liga, bevor McGinn im Januar 2010 vom englischen Zweitligisten FC Watford verpflichtet wurde.  Von Januar bis April 2013 wurde er an den Drittligisten Shrewsbury Town verliehen. Danach stand er bei Sheffield United unter Vertrag. Nachdem er zunächst in seine schottische Heimat zum FC Dundee verliehen worden war, verpflichtete ihn der Verein kurz darauf. Im August 2015 wechselte McGinn jedoch erneut nach England. Er unterschrieb einen Zweijahresvertrag bei den Wycombe Wanderers aus der 4. Liga. McGinn wechselte ein halbes Jahr vor Vertragsende im Januar 2017 zurück zu seinem Jugendverein FC St. Mirren. Mit dem mittlerweile in der zweiten schottischen Liga spielenden Verein gelang ihm 2018 der Aufstieg in die Premiership. Im Juni 2020 verließ er den Verein. Im September 2020 unterschrieb er einen Vertrag bis zum Ende der Saison bei Hibernian Edinburgh. Bei den „Hibs“ traf er auf seinen Bruder Paul McGinn.

### Nationalmannschaft
Stephen McGinn spielte im Jahr 2007 einmal in der schottischen U-19 gegen Slowenien. Zwischen 2009 und 2010 absolvierte McGinn acht Spiele in der U-21.

## Familie
Die Brüder von Stephen McGinn, John und Paul sind ebenfalls Fußballspieler. Sein Großvater Jack McGinn war Fußballprofi und später Vorsitzender bei Celtic Glasgow und Präsident der Scottish Football Association.